# Ligota (kolonia w powiecie sieradzkim)
Ligota – kolonia w Polsce położona w województwie łódzkim, w powiecie sieradzkim, w gminie Burzenin.
W latach 1975–1998 miejscowość należała administracyjnie do województwa sieradzkiego. 